# Vrtovin
Vrtovin é uma vila localizada no município de Ajdovščina na Eslovênia. Possuía uma população estimada de 452 habitantes em 2020.